# Okulärer Albinismus Typ 1
Der  Okuläre  Albinismus  Typ 1 (OA1)  ist ein X-chromosomal vererbter Zustand, bei dem alle die Augen betreffenden Symptome des Albinismus auftreten, während der Körper normal pigmentiert ist. Weitere Bezeichnungen für OA1 und die dazugehörigen Gene sind: Nettleship-Falls-Syndrom; Nettleship-Falls Type Ocular Albinism, G Protein-Coupled Receptor 143, GPR143.

## Symptome
Männer und homozygote Frauen mit OA1 haben einen Augenhintergrund (lat. Fundus oculi), dem der Farbstoff Melanin fehlt, Augenzittern (Nystagmus) und können nur schlecht sehen. Auch die Sehnervenkreuzung ist nicht normal entwickelt. Die Haut ist dagegen kaum betroffen und nur im Vergleich mit nicht betroffenen Verwandten ist eine leichte Aufhellung zu bemerken.
Bei heterozygoten Frauen, die ein gesundes und ein mutiertes Gen haben, sind Teile der Netzhaut normal pigmentiert während anderen die Farbe fehlt. Das ist darauf zurückzuführen, dass in einem zufälligen Muster mal das Gen im einen, mal im anderen X-Chromosom inaktiviert ist.

## Genetik und Zellphysiologie
Das OA1-Gen (GPR143) befindet sich im Bereich zwischen Xp22.3-p22.2 auf dem X-Chromosom und kodiert den G-Protein-gekoppelten Rezeptor 143, dessen Ligand bisher unbekannt ist. Während die meisten G-Protein-gekoppelten Rezeptoren sich in der Zellmembran befinden, ist der G-Protein-gekoppelte Rezeptor 143 in der Melanozytenmembran zu finden.
Die farbstoffbildenden Zellen (Melanocyten) weisen bei Menschen mit OA1 sowohl in den Augen als auch in der Haut vergrößerte Melanosomen (Organellen mit dem Farbstoff Melanin), sogenannte Makromelanosomen, auf. In Zweifelsfällen kann das dazu dienen, Okulären Albinismus von untypischen Fällen der Mutationen anderer Albinismusloci zu unterscheiden. Die Zahl der Melanosomen ist dagegen verringert.
Das OA1-Gen spielt eine regulatorische Rolle beim Transport der Melanosomen. In Zellen mit funktionsunfähigem OA1-Gen bewegen sich die Melanosomen insgesamt seltener. Zudem führt die Mutation auch dazu, dass die Melanosomen sich hauptsächlich in der Zellperipherie befinden und nicht hauptsächlich im zentralen Cytoplasma wie beim Wildtyp.
Das OA1-Gen beeinflusst die Entwicklung der Melanosomen an zwei Stellen. Zum einen reguliert es bei der Entstehung ihre Zahl so, dass bei einer Null-Mutation deutlich weniger Melanosomen entstehen. Gegen Ende der Entwicklung trägt es dazu bei, dass Melanosomen die richtige Größe erhalten, so dass bei einer Null-Mutation vergrößerte Melanosomen entstehen.
Die Mutationen, die zu OA1 führen lassen sich in zwei Gruppen aufteilen. Während Mutationen der Gruppe 1 normal hergestellt und zu ihrem Zielort transportiert werden, dort aber ihre Funktion nicht erfüllen. Dagegen führen Mutationen der Gruppe 2 dazu, dass der Rezeptor zwar im endoplasmatischen Retikulum hergestellt wird, wie das auch bei der nicht mutierten Variante geschieht, aber von dort aus nicht zum Melanosom transportiert wird und deshalb seine Aufgabe nicht erfüllen kann. Daneben gibt es auch noch Mutationen, bei denen kein Protein hergestellt wird, da ein Großteil des Gens oder das gesamte Gen fehlt. Unabhängig von der Entstehung des OA1 ist der Albinismus der betroffenen Personen immer gleich stark ausgeprägt.
Abzugrenzen ist die Åland Island-Augenkrankheit.